# Aurélio Nicolodi
Aurelio Nicolodi (Trento, 1 de abril de 1894 — Florença, 27 de outubro de 1950) foi um educador italiano e irredentista, fundador do Blind italiano.
Companheiro Cesare Battisti, diretor voluntário no exército italiano durante a Primeira Guerra Mundial, Nicolodi ficou cego em uma luta no Carso, em Monte Sei Busi, agora a militar de Santuário Redipuglia. Foi agraciado com a Medalha de Prata de Valor. 
Mais tarde, ele se formou em Economia. Partidário convicto da necessidade de emancipação dos cegos, junto com outros veteranos italianos fundou o Blind Union (UIC), October 26, 1920, que será o primeiro presidente. Três anos depois fez seu aumento para caridade. A sua actividade à frente da UIC é caracterizado pelo impulso em direção à educação dos cegos, porque eles eram independentes e capazes de trabalhar. Nicolodi De lá, ele conseguiu transformar instituições - na época, mas nada hospícios - em locais de educação e ensino, fazendo com que os cuidados do Ministério do Interior para o da Educação 
Em 1921 ele foi um dos fundadores da Federação Nacional dos Cegos Instituições Pro, que também foi presidente de 1938-1943 (e apenas sob a sua liderança da Federação terá seu primeiro estatuto em 1939). 
Para atender às exigências do trabalho dos cegos, liderada pelo Nicolodi UIC também fundou, em 1934, o Corpo Nacional de Trabalho para o cego. Os laboratórios ficarão Ente, na segunda guerra mundial, o fornecedor do exército italiano - especialmente no que diz respeito aos sapatos, mas Nicolodi também teve a idéia de fazer uso de cegos no exército, em particular, como anti aereofonisti voluntários. 
Em 1943, após 8 de Setembro, Nicolodi foi acusado de colaborar com o regime fascista e tensões internas surgiu UIC, cuja divisão foi, porém, evitado.